# Danny Pate
Danny Pate (Colorado Springs, Colorado, 24 de març de 1979) és un ciclista estatunidenc,professional des del 2000. Actualment corre a l'equip Rally Cycling. En el seu palmarès destaca el Campionat del Món en contrarellotge sub-23 del 2001, així com algunes etapes en curses d'una setmana disputades a Amèrica.

## Palmarès
- 2001
  -  Campió del Món en contrarellotge sub-23
  - 1r al Tríptic de les Ardenes
  - Vencedor de 2 etapes a la Volta a Turíngia
- 2002
  - 1r al Tour de Toona
- 2005
  - Vencedor de 2 etapes a la International Cycling Classic
- 2006
  - Vencedor d'una etapa de l'FBD Insurance Rás
  - Vencedor d'una etapa del Tour de Beauce
- 2007
  - Vencedor d'una etapa del Tour de Missouri

### Resultats al Tour de França
- 2008. 95è de la classificació general
- 2009. 141è de la classificació general
- 2011. 165è de la classificació general
- 2014. 153è de la classificació general

### Resultats al Giro d'Itàlia
- 2008. 137è de la classificació general
- 2009. 144è de la classificació general
- 2013. 134è de la classificació general

### Resultats a la Volta a Espanya
- 2012. 147è de la classificació general